# Schwedderbergstraße 7 (Bad Suderode)

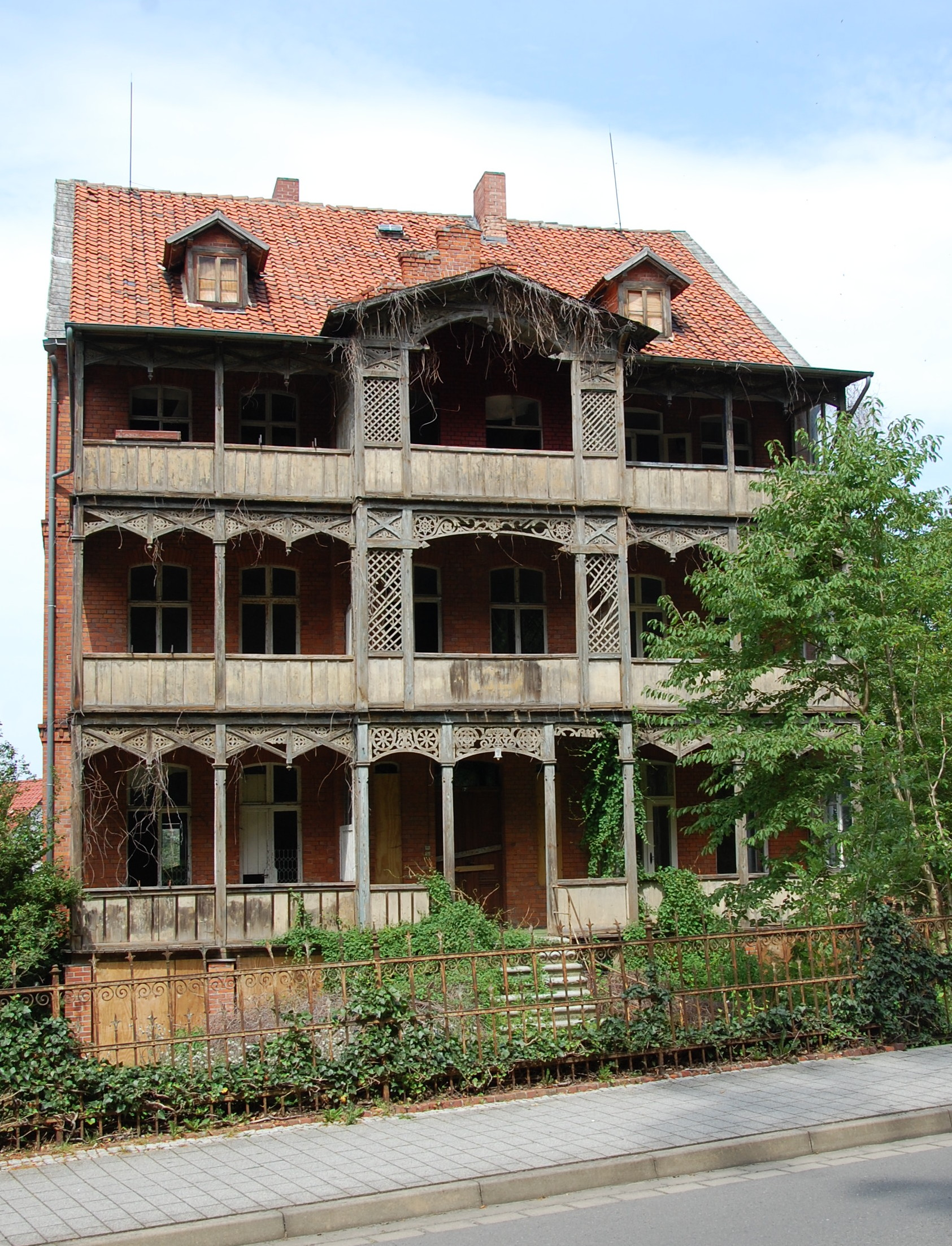
Haus Schwedderbergstraße 7

Das Haus Schwedderbergstraße 7 ist ein denkmalgeschütztes Gebäude im zur Stadt Quedlinburg in Sachsen-Anhalt gehörenden Ortsteil Bad Suderode.

## Lage
Es befindet sich südlich des Ortskerns Bad Suderodes, auf der Nordseite der Schwedderbergstraße, am nördlichen Fuße des Schwedderbergs. Im örtlichen Denkmalverzeichnis ist das Gebäude als Kurpension eingetragen.

## Architektur und Geschichte
Das dreigeschossige Haus wurde im 19. Jahrhundert aus Backsteinen errichtet. Vor das große Gebäude ist straßenseitig eine hölzerne Loggia gesetzt.
Derzeit (Stand 2014) steht das Haus leer und ist sanierungsbedürftig.